# Percival Schuttenbach
Percival Schuttenbach (також Percival) — польський фолк-метал колектив, що засновано в Любіні в 1999 році. Гурт яскраво виділяється цікавими сценічними образами, що доповнюють музику. Самі музиканти називають власний стиль «новою хвилею польського геві-фольку».
Багатьом Percival Schuttenbach відомий завдяки саундтреку до гри The Witcher 3: Wild Hunt. 
Власне назва гурту запозичена з імені персонажа серії книг Анджея Сапковського «Відьмак» — гнома Персиваля Шуттенбаха.

Окрім сучасних інструментів (акустична та електрична гітара, бас-гітара, барабани, акустична та електрична віолончель), музиканти також використовують традиційні, народні та етнічні інструменти (саз, візантійська ліра, давул, бодхран, дарабука, мандоліна, акордеон, сопілка, реконструкції старих ріжкових та кісткових духових інструментів тощо).

Музика — це часто традиційні пісні з усього слов'янського регіону в новому, часто важкому, металевому аранжуванні. Переважна більшість текстів виконуються мовами оригіналу.

Група дуже часто співпрацює з іншими музикантами та групами, спільно створюючи багато проєктів (Percival-Ovo з Ovo у Вроцлаві, Percival-Kniażyc з білоруським хором, Troll Schuttenbach з лідером Живолака Робертом Де Лірою Яворським).

## Історія
У травні 1999 року в Любіні Миколай Рибацький (гітара) та його сестра Корнелія (бас), що раніше грали в Rivendell, разом з віолончелісткою Катериною Бромирською утворили новий колектив. Корнелія та Миколай поєднували елементи народної творчості з важкими рифами та перевантаженими гітарами геві-метал, тоді як Катерина доповнила їх ін'єкціями класичної музики.
У серпні-вересні 1999 року гурт записує свій перший демо-альбом «Moribuka». Для платівки створено обкладинку та написано довершену легенду-оповідання. Одна з пісень входить до збірки, що вкладається на диску із журналом «Estrada i Studio».
У 2001 році проєкт починає співробітництво з колективом архаїчного співу «Княжыч» з Новополоцька (Білорусь) в результаті чого було записано спільний демо-диск.
У 2003 проєкт залишає бас-гітаристка Корнелія.
У 2004 році гурт починає цікавитись середньовіччам, зокрема історією вікінгів та слов'ян. Така тематика надихає на створення сайд-проєкту Percival.
Починаючи з 2006 року, кілька підпроєктів, пов'язаних з історичною реконструкцією, були відокремлені від групи, як от ранньосередньовічний історико-народний Percival. Вони мають подібний склад, тоді як репертуар та інструменти змінюються.
У 2006 році до Percival приходить вокалістка Жанна (до того певний час проєкт грає інструментальну музику).
У 2007 році колектив поповнюється барабанщиком Петром Баншкевичем, що призводить до утяжчення звучання.
У 2009 році вийшов альбом під назвою Reakcja Pogańska, виданий спільно з C.K. Муза в Любліні.
У 2010 році гурт почав співпрацю з продюсером Донатан.
У листопаді 2013 року вийшов альбом «Svantevit». Група просувала альбом у період з 22 лютого по 11 травня 2013 року разом із Quo Vadis у Щецині, загальнонаціональним концертним туром Dominus Svantevitus Tour 2013, що охопив 20 міст.
У 2013—2014 роках брали участь у створенні саундтреку до гри The Witcher 3: Wild Hunt (пісні Lazare та Sargon).
У грудні 2014 року вийшов другий альбом «Слава» (перший — «Слава — Пісні південних слов'ян» був неофіційно сертифікований золотом у 2012 році, оскільки його було включено до попереднього замовлення «Рівнодення», яке отримало цей статус у передпродажі) — «Слава — Пісні східних слов'ян».
У цьому ж році, вже у серпні, Percival Schuttenbach відвідали Україну і дали виступ на фестивалі «Купальське Коло — 2014» у місті Кам'янець-Подільський, де також грали «Gods Tower», «Тінь Сонця», «Веремій», «Znich», «HASPYD», «Paganland», «Natural Spirit» та ін..
У 2015 році вийшов альбом «Менше зло».
У 2016 році вийшов альбом «Strzyga», який, серед іншого, містив багато пісень зі старих альбомів в оновленій версії, і як бонус — кавер на пісню дуету Bracia Figo Fagot «Wóda Zryje Banie». Це був перший і останній альбом групи, випущений на лейблі Sony Music Entertainment. Контракт було розірвано за домовленістю сторін, але з ініціативи групи, оскільки група вважала, що лейбл не дає їм достатньої свободи і гальмує їх розвиток.
У 2018 році вийшов концептуальний альбом «Dzikie Pola», а разом з ним і кліпи на пісні «Ritułał», «Wieczerza», «Chortyca» та «Swadźba» (2019), продюсовані Марцином Сомерліком.
Також у 2018 році вийшов третій альбом серії «Слава» — «Слава III — Пісні західних слов'ян».
У 2019 році вийшов альбом «WILD HUNT LIVE» на вініловій платівці, записаний під час виступу групи на 19-му Фестивалі фентезі «Піркон». До альбому увійшли обрані пісні, записані гуртом до гри «Відьмак 3: Дике полювання».
У жовтні 2019 року група оголосила рімейк альбому «Reakcja Pogańska» (2009) з нагоди свого десятиріччя. Альбом було наново записано у 2019 році в студіях unIQ та RedBaaron Studio.
У 2020 році через ситуацію, пов'язану з пандемією коронавірусу SARS-CoV-2, команда розширила свою діяльність в Інтернеті. Було розпочато трансляції комп'ютерних ігор на Twitch та щотижнева серія трансляцій із запитаннями — як польською, так і англійською. Крім того, було проведено також онлайн-концерти на каналі групи на YouTube. Під час одного з цих концертів також було презентовано пісні «A Byla Ta» та «A tam na hore» з анонсованого альбому «Slava IV».
У травні 2020 року команда досягла 50 000 підписок на своєму каналі YouTube.
Тоді ж оповідання «Свантевіт» Миколая Рибацького було опубліковане у формі електронної книги, розвиваючи історію, представлену в однойменному альбомі, виданому в 2013 році.
13 червня 2020 року пісню «Oj Dido» у новому аранжуванні було представлено разом із кліпом, що виходить із ще не перезаписаної «Reakcja Pogańskiej». 14 червня в клубі U Bazyla в Познані відбувся онлайн-концерт, який включав пісні з майбутнього альбому. Того ж дня передпродаж альбому з'явився в офіційному магазині гурту.

## Учасники

### Percival Schuttenbach
Основний склад
- Миколай Рибацький (Mikołaj Rybacki) — електрогітара, бас, гітара, мандоліна, саз, дарбука, вокал
- Катажина Бромирська (Katarzyna Bromirska) — електровіолончель, віолончель, контрабас, акордеон, віолончель, сопілка, клавішні, тенорова флейта, сенсорний ефект-контролер Korg Kaoss Pad II, вокал

Сесійні музиканти
- Єва Пітура (Ewa Pitura) — вокал
- Марцин Фраковяк (Marcin Frąckowiak) — електрогітара
- Адам Кльозек (Adam Kłosek) — бас
- Марцин Зіраннський (Marcin Ścierański) — перкусії

### Percival
Основний склад
- Миколай Рибацький (Mikołaj Rybacki) — саз, вокал
- Катаржина Бромирська (Katarzyna Bromirska) — візантійська ліра, сопілка, флейти, ірландський бубен боран, вокал

Сесійні музиканти
- Єва Пітура (Ewa Pitura) — вокал, бубен
- Магдалена Марчевка (Magdalena Marchewka) — вокал
- Катаржина Масьор (Katarzyna Masior) — вокал
- Дорота Страбуржинська (Dorota Straburzynska) — віолончель
- Михаль Лянже (Michał Lange) — литаври
- Марцин Фраковяк (Marcin Frąckowiak) — барабан

Додатково в проєкті «Слов'янський міт про створення світу»
- Славомир Ута (Sławomir Uta) — польський ріжок «лігавка»

### Percival WILD HUNT LIVE
Основний склад
- Миколай Рибацький (Mikołaj Rybacki) — саз, бузукі, вокал
- Катаржина Бромирська (Katarzyna Bromirska) — візантійська ліра, сопілка, флейти, боран, вокал

Сесійні музиканти
- Єва Пітура (Ewa Pitura) — вокал, бубен
- Магдалена Марчевка (Magdalena Marchewka) — вокал
- Дорота Страбуржинська (Dorota Straburzynska) — віолончель
- Михаль Лянже (Michał Lange) — перкусії
- Адам Кльозек (Adam Kłosek) — візантійська ліра

Актори та акробати
- Легницький театр AVATAR

## Дискографія
Percival Schuttenbach
- Moribuka (Demo, 1999, самвидав)
- Tutmesz-Tekal (Demo, 2002, самвидав)
- Reakcja Pogańska (2009, самвидав/Центр культури «Muza»)
- Postrzyżyny (EP, 2012, самвидав)
- Svantevit (2013, самвидав/Fonografika)
- Mniejsze Zło (2015, самвидав/Fonografika)
- Strzyga (2016, Sony Music Entertainment)
- Dzikie Pola (2018, RedBaaron Agency/Apostrophe)

Percival
- Eiforr (2007, самвидав/Fonografika)
- Oj Dido (2008, самвидав/Fonografika)
- Słowiański mit o stworzeniu świata (2009, самвидав)
- Slava! Pieśni Słowian Południowych (2012, самвидав)
- Slavny Tur - Live in Wrocław (2014, самвидав/Fonografika)
- Slava II - Pieśni Słowian Wschodnich (2014, самвидав/Fonografika)
- Slava III - Pieśni Słowian Zachodnich (2018)

Percival WILD HUNT LIVE
- WILD HUNT LIVE (2019, самвидав, записано на вінілову платівку на фестивалі фантастики Pyrkon)

Збірки
- Estrada i studio — składanka (E i S) (2002, пісня «Moribuka»)
- Polish art-rock vol III — składanka (2002, пісня «Gdy rozum śpi»)
- Wild Hunt — збірка музики проєктів, що використано в грі The Witcher 3: Wild Hunt (2015, самвидав)

## Музичні відеокліпи
- Satanismus (2008)
- Live in Sztolnia (2008)
- Jomsborg (Percival wczesnośredniowieczny) (2008)
- Pałacyk Michla (Percival Schuttenbach — Zakazane Piosenki) (2009)
- Pani Pana (2009)
- Pasla (Percival wczesnośredniowieczny) (2010)
- Satanismus (другий кліп до пісні, 2011)
- Gdy rozum śpi… (2012)
- Gusta mi magla (Percival wczesnośredniowieczny) (2012)
- Svantevit (2013)
- Wodnik (2014)
- Satanael (2014)
- Oberek (2016)
- Oczy Wiedźmina (2017)
- Dobro i Zło (2018)
- Rytuał (2018)
- Wieczerza (2018)
- Chortyca (2018)
- Swadźba (2019)